# Neptosternus hydaticoides
Neptosternus hydaticoides är en skalbaggsart som först beskrevs av Régimbart 1877.  Neptosternus hydaticoides ingår i släktet Neptosternus och familjen dykare. Inga underarter finns listade i Catalogue of Life.